# Élections régionales de 2003 en Bavière
Les élections régionales de 2003 en Bavière (en allemand : Landtagswahl in Bayern 2003) se tiennent le 21 septembre 2003, afin d'élire les 180 députés de la 15e législature du Landtag, pour un mandat de cinq ans.
Le scrutin est marqué par la victoire de la CSU du ministre-président Edmund Stoiber, qui rassemble plus de 60 % des voix et une majorité des deux tiers au Landtag.

## Mode de scrutin
Le Landtag est constitué de 180 députés (en allemand : Mitglied des Landtags, MdL), élus pour une législature de cinq ans au suffrage universel direct et suivant le scrutin proportionnel de Hare.
Chaque électeur dispose de deux voix : la première lui permet de voter pour un candidat de sa circonscription (en allemand : Stimmkreisstimme), selon les modalités du scrutin uninominal majoritaire à un tour, le Land comptant un total de 92 circonscriptions ; la seconde voix (en allemand : Wahlkreisstimme) lui permet de voter en faveur d'une liste de candidats présentée par un parti au niveau de son district. L'électeur peut également émettre un vote préférentiel pour un candidat présent sur la liste de district.
Lors du dépouillement, l'intégralité des 180 sièges est répartie en fonction du total des premières et secondes voix récoltées, à condition qu'un parti ait remporté 5 % des voix au niveau du Land. Si un parti a remporté des mandats au scrutin uninominal, ses sièges sont d'abord pourvus par ceux-ci.
Dans le cas où un parti obtient plus de mandats au scrutin uninominal que la proportionnelle ne lui en attribue, la taille du Landtag est augmentée jusqu'à rétablir la proportionnalité.

## Campagne

### Principaux partis et chefs de file
| Parti | Parti                                                                      | Chef de file                        | Résultats de 1998           |
| ----- | -------------------------------------------------------------------------- | ----------------------------------- | --------------------------- |
|       | Union chrétienne-sociale en Bavière Christlich-Soziale Union in Bayern     | Edmund Stoiber (Ministre-président) | 52,9 % des voix 123 députés |
|       | Parti social-démocrate d'Allemagne Sozialdemokratische Partei Deutschlands | Franz Maget                         | 28,7 % des voix 67 députés  |
|       | Alliance 90 / Les Verts Bündnis 90/Die Grünen                              | Margarete Bause                     | 5,7 % des voix 14 députés   |

## Résultats

### Voix et sièges
|                                   | Union chrétienne-sociale en Bavière (CSU)         | Union chrétienne-sociale en Bavière (CSU)         | 3 050 456 | 59,32 | 92        | 7             | 3 167 408 | 62,03 | 32 | 6 217 864  | 60,67 | 124 | 1             |  |  |  |
|                                   | Parti social-démocrate d'Allemagne (SPD)          | Parti social-démocrate d'Allemagne (SPD)          | 1 031 302 | 20,05 | 0         | 5             | 980 963   | 19,21 | 41 | 2 012 265  | 19,63 | 41  | 26            |  |  |  |
|                                   | Alliance 90 / Les Verts (Grünen)                  | Alliance 90 / Les Verts (Grünen)                  | 401 290   | 7,80  | 0         | en stagnation | 391 760   | 7,67  | 15 | 793 050    | 7,74  | 15  | 1             |  |  |  |
|                                   | Électeurs libres (FW)                             | Électeurs libres (FW)                             | 228 831   | 4,45  | 0         | en stagnation | 182 475   | 3,57  | 0  | 411 306    | 4,01  | 0   | en stagnation |  |  |  |
|                                   | Parti libéral-démocrate (FDP)                     | Parti libéral-démocrate (FDP)                     | 138 087   | 2,68  | 0         | en stagnation | 125 644   | 2,46  | 0  | 263 731    | 2,57  | 0   | en stagnation |  |  |  |
|                                   | Les Républicains (REP)                            | Les Républicains (REP)                            | 120 554   | 2,34  | 0         | en stagnation | 108 910   | 2,13  | 0  | 229 464    | 2,24  | 0   | en stagnation |  |  |  |
|                                   | Parti écologiste-démocrate (ÖDP)                  | Parti écologiste-démocrate (ÖDP)                  | 111 458   | 2,17  | 0         | en stagnation | 88 645    | 1,74  | 0  | 200 103    | 1,95  | 0   | en stagnation |  |  |  |
|                                   | Parti bavarois (BP)                               | Parti bavarois (BP)                               | 44 572    | 0,87  | 0         | en stagnation | 32 818    | 0,64  | 0  | 77 390     | 0,76  | 0   | en stagnation |  |  |  |
|                                   | Parti des chrétiens respectueux de la Bible (PBC) | Parti des chrétiens respectueux de la Bible (PBC) | 9 068     | 0,18  | 0         | en stagnation | 15 524    | 0,30  | 0  | 24 592     | 0,24  | 0   | en stagnation |  |  |  |
|                                   | Autres                                            | Autres                                            | 7 145     | 0,14  | 0         | en stagnation | 11 825    | 0,23  | 0  | 18 970     | 0,19  | 0   | en stagnation |  |  |  |
|                                   |                                                   |                                                   |           |       |           |               |           |       |    |            |       |     |               |  |  |  |
| Votes valides                     | Votes valides                                     | Votes valides                                     | 5 142 763 | 98,81 |           |               | 5 105 972 | 98,11 |    | 10 248 735 | 98,46 |     |               |  |  |  |
| Votes blancs et nuls              | Votes blancs et nuls                              | Votes blancs et nuls                              | 61 970    | 1,19  | 98 509    | 1,89          | 160 479   | 1,54  |    |            |       |     |               |  |  |  |
| Total                             | Total                                             | Total                                             | 5 204 733 | 100   | 92        | 12            | 5 204 481 | 100   | 88 | 10 409 214 | 100   | 180 | 24            |  |  |  |
| Abstentions                       | Abstentions                                       | Abstentions                                       | 3 903 443 | 42,86 |           |               | 3 903 443 | 42,86 |    |            |       |     |               |  |  |  |
| Nombre d'inscrits / participation | Nombre d'inscrits / participation                 | Nombre d'inscrits / participation                 | 9 108 516 | 57,14 | 9 108 516 | 57,14         |           |       |    |            |       |     |               |  |  |  |

### Analyse
La CSU du ministre-président Edmund Stoiber confirme et accroît son hégémonie sur la scène politique de la Bavière. Alors que la taille du Landtag diminue de 24 sièges, elle parvient à gagner un mandat de plus. Réalisant le deuxième meilleur résultat de son histoire, elle dépasse pour la première fois la majorité des deux tiers au sein de l'assemblée, réussissant pour la seule et unique fois le « grand chelem » au scrutin uninominal. À l'inverse, le SPD connaît une descente aux enfers en tombant sous le seuil des 20 %, un fait inédit dans son histoire régionale, et laissant l'écart avec l'Union chrétienne-sociale se creuser à plus de 40 points. Il est même le seul à perdre des élus, puisque les Grünen, auteurs de leur meilleur score depuis leur première participation électorale en 1978, gagnent eux aussi un député avec une progression de l'ordre de deux points.

### Conséquences
Le 14 octobre 2003, Edmund Stoiber est investi ministre-président pour un quatrième mandat.